# Magdalena Contreras
Magdalena Contreras is een van de zestien gemeentes (alcaldías) van Mexico-Stad. Magdalena Contreras ligt in het zuidwesten de stad en heeft 239.086 inwoners (2020). Het grenst aan de gemeentes Cuajimalpa, Álvaro Obregón en Tlalpan en aan de deelstaat Mexico.
In 1847, tijdens de Amerikaans-Mexicaanse Oorlog, werd in Magdalena Contreras de slag bij Padierna uitgevochten. In deze gemeente bevindt zich het oude dorp van San Jerónimo Lídice.